# Rodine pri Trebnjem
Rodine pri Trebnjem so naselje v občini Trebnje.
Rodine pri Trebnjem so gručasta vas na terasah severovzhodno od Trebnjega ob cesti Dolenja Nemška vas – Gomila. Svet okoli vasi je valovit, proti severu se dviga v nizka gozdnata slemena, proti jugu pa spušča v dno Temeniške doline. Njive Tlake, Rese, Kovšce in Petkovka so na južni in zahodni strani, na severu in vzhodu pa prevladujejo gozdovi. V okolici Brezovice, Lanšpreža in Gomile so močvirnati travniki, sredi vasi, Na dolu, je izvir studenca, kjer so se v preteklosti oskrbovali s pitno vodo, v bližini pa sta še studenca Gabrnik in Petelinjek. Pri vasi je bila odkrita tudi halštatska gomila.